# HD29371
HD29371 — хімічно пекулярна зоря спектрального класу B9, що має видиму зоряну величину в смузі V приблизно  7,1.
Вона  розташована на відстані близько 1012,9 світлових років від Сонця.

## Пекулярний хімічний вміст
Зоряна атмосфера HD29371 має підвищений вміст 
Si
.